# Shiatsu
Shiatsu, Kanji: 指圧 Hiragana: しあつ, är en typ av massage från Japan – uttrycket shiatsu är japanska för "fingertryck". Det är en typ av alternativmedicin, som saknar vetenskaplig evidens för medicinsk effekt. En shiatsumassör använder handflatan, tummen och fingrarna för att trycka på olika delar av kroppen för att lösa upp spänningar och öka rörligheten i muskler och leder. Till skillnad från klassisk västerländsk massage så "knådas" inte musklerna i shiatsu, utan behandlas bara genom tryck, gungningar och stretching. [källa behövs]
En behandling börjar med att terapeuten informerar sig om hur klienten mår, om eventuella fysiska, psykologiska eller känslomässiga symptom. Terapeuten väger samman denna information med information från olika diagnosmetoder bland annat palpation (känner på kroppen) och får på så sätt en bild av det energimässiga tillståndet. Då symptomen är ett uttryck för avbrott och obalans i kroppens ki-flöde går behandlingen ut på att främja flödet och återställa balansen. Man ser "symptomet" i ett sammanhang och behandlar hela kroppen (även den emotionella kroppen). [källa behövs]
Shiatsu har sitt ursprung i, eller har blivit influerat av, traditionella kinesiska massagetekniker. Teorin omfattar flöden i kroppen liknande dem som omfattas av akupunkturens teori. Den moderna shiatsutekniken utvecklades av läkaren Tokujiro Namikoshi. [källa behövs]